# Briciole di baci/No non ha fine
Briciole di baci/No non ha fine è il 24º singolo discografico di Mina, pubblicato nel 1960 dall'etichetta discografica Italdisc.

## Storia
Le date sulle matrici del disco sono diverse per i due lati: 17 maggio il lato A, 19 maggio il lato B.
Ha due copertine: ufficiale e alternativa.
Entrambi i brani, arrangiati da Tony De Vita che accompagna Mina con la sua orchestra, si trovano anche nell'antologia su CD Ritratto: I singoli Vol. 1 del 2010.
Giunge fino al 18º posto nella classifica settimanale. Nel riepilogo del 1960 è l'88º singolo per vendite.
Il brano Briciole di baci fa parte dell'EP Coriandoli/Pesci rossi/Briciole di baci/Serafino campanaro e dell'album ufficiale Il cielo in una stanza pubblicato il mese dopo il singolo. Il brano No, non ha fine è presente nella colonna colonna sonora del film Madri pericolose (1960), curata dal maestro Tony De Vita. Si trova nella raccolta Mina rarità del 1989, oltre che in quella già citata.

## Tracce
Lato A
1. Briciole di baci – 2:37 (testo: Mogol – musica: Carlo Donida; edizioni musicali R.R.R.)

Lato B
1. No non ha fine – 2:51 (testo: Marcello Baldi – musica: Teo Usuelli; edizioni musicali Suvini-Zerboni)